# Bojarszczina (wieś nad Czeriebiesną)
Bojarszczina (ros. Боярщина) – wieś (ros. деревня, trb. dieriewnia) w zachodniej Rosji, w osiedlu wiejskim Titowszczinskoje rejonu diemidowskiego w obwodzie smoleńskim.

## Geografia
Miejscowość położona jest nad Czeriebiesną, 5,5 km od drogi regionalnej 66K-28 (R120 – Rudnia – Diemidow), przy drodze regionalnej 66N-0511 (66K-28 / Juszkowo – Dubrowka – Zalesje), 7,5 km od centrum administracyjnego osiedla wiejskiego (Titowszczina), 10 km od centrum administracyjnego rejonu (Diemidow), 66 km od stolicy obwodu (Smoleńsk), 24,5 km od granicy z Białorusią.

## Demografia
W 2010 r. miejscowość zamieszkiwały 4 osoby.

## Historia
W czasie II wojny światowej od lipca 1941 roku wieś była okupowana przez hitlerowców. Wyzwolenie nastąpiło we wrześniu 1943 roku.
Na mocy uchwały z dnia 28 maja 2015 roku wszystkie miejscowości (w tym Bojarszczina) zlikwidowanej jednostki administracyjnej Dubrowskoje weszły w skład osiedla wiejskiego Titowszczinskoje.